# 6. Panzergrenadierdivision (Bundeswehr)
Die 6. Panzergrenadierdivision mit langjährigem Sitz in Neumünster war eine Division des Heeres der Bundeswehr. Die Division wurde am 30. September 1997 aufgelöst. Letzter Kommandeur war Generalmajor Manfred Dietrich. Die Truppenteile des Verbandes waren hauptsächlich in Schleswig-Holstein und Hamburg stationiert.

## Verbandsabzeichen
Die 6. Panzergrenadierdivision führte in ihrem Verbandsabzeichen ein weißes Nesselblatt auf rotem Grund und zwei blauen Löwen auf gelbem Grund. Das weiße Nesselblatt auf rotem Grund ist das Familienwappen der Grafen zu Schaumburg und wurde zum Wappen Schleswig-Holsteins, als im Jahre 1110 Adolf von Schaumburg Holstein und Stormarn vom deutschen Kaiser als Lehen erhielt. Schleswig war zu dieser Zeit dänisches Lehen. Sein Wappen, zwei blaue Löwen auf goldenem Grund, wurde dem Wappen Dänemarks entnommen. Im Jahre 1386 erhielten die Grafen von Schaumburg Schleswig von der dänischen Krone als Lehen. Dieser Zusammenschluss blieb bestehen. Er findet Ausdruck in der Verschmelzung beider Wappen zum Landeswappen von Schleswig-Holstein.
Der silbern-schwarze Rand steht für den Divisionsstatus. Ein weißer Rand bedeutet, dass es sich um die erste Brigade der 6. Panzergrenadierdivision handelt, die PzGrenBrig 16. Die PzGrenBrig 17 hatte einen roten Rand, die PzBrig 18 einen gelben Rand.

## Verbände und Standorte (Auswahl)
- Stabskompanie 6. PzGrenDiv., Neumünster
- Panzergrenadierbrigade 16, Wentorf
- Panzergrenadierbrigade 17, Hamburg
- Panzerbrigade 18, Neumünster
- Heimatschutzbrigade 51
- Feldersatzbataillon 62 (GerEinh), Itzehoe
- Feldersatzbataillon 63 (GerEinh), Hamburg
- Feldersatzbataillon 64 (GerEinh), Hamburg
- Feldersatzbataillon 65 (GerEinh), Neumünster
- Jägerbataillon 66, Wentorf bei Hamburg (i. Frieden zu Panzergrenadierbrigade 16)
- Jägerbataillon 67 (teilaktiv), Breitenburg (i. Frieden zu Panzerbrigade 18)
- Sicherungsbataillon 68 (GerEinh), Breitenburg
- Artillerieregiment 6, Kellinghusen
  - Stabsbatterie Artillerieregiment 6
  - Begleitbatterie 6, Kellinghusen
  - Feldartilleriebataillon 61, Albersdorf
  - Raketenartilleriebataillon 62, Kellinghusen
  - Beobachtungsbataillon 63, Itzehoe
  - Raketenartilleriebataillon 650, Flensburg-Weiche
    - Sicherungsbataillon 610 (GerEinh), Flensburg-Nordstadt
    - Nachschubkompanie Sonderwaffen 611, Flensburg-Weiche
- Heeresfliegerregiment 6, Itzehoe
- ABC-Abwehrbataillon 610, Albersdorf
- Sanitätsbataillon 6, Itzehoe
- Flugabwehrregiment 6, Lütjenburg
- Pionierbataillon 6, Plön
- Pionierbataillon 61, Lübeck
- Nachschubbataillon 6 (teilaktiv), Neumünster
- Instandsetzungsregiment 6, Flensburg-Weiche
  - Instandsetzungsbataillon 6, Hamburg-Jenfeld
  - Instandsetzungsbataillon 610, Flensburg-Weiche
- Panzeraufklärungsbataillon 6, Eutin

## Truppenstärke und Auftrag
Die 6. Panzergrenadierdivision (6. PzGrenDiv) war im Frieden, zusammen mit der Heimatschutzbrigade 51 (HSchBrig 51), dem I. Korps unterstellt und im V-Fall LANDJUT, und hatte mit ihren Hauptkräften, den beiden Panzergrenadierbrigaden 16 und 17 sowie der Panzerbrigade 18 eine Stärke von ca. 30.000 Mann, 5.800 Rad- und 1.200 Kettenfahrzeugen.
Angesichts dieser Truppenstärke und der Bedeutung des zu verteidigenden Abschnittes galt sie nach Einschätzung der NVA mit als eine der stärksten und kampffähigsten Divisionen der Bundeswehr. Außerdem war die 6. PzGrenDiv in Friedenszeiten mit 252 Kampfpanzern vom Typ Leopard 1 und 1A2 ausgerüstet. Nach anderen Quellen 370 Leopard-Panzer und mehr als 220 Schützenpanzer vom Typ Marder und MTW M113.
Als vollmechanisierter Großverband wurde sie vom Heeresfliegerregiment 6, bestehend aus 21 Verbindungshubschraubern und 24 Transporthubschraubern, unterstützt. Des Weiteren standen der 6. PzGrenDiv 14 Hubschrauber einer Panzerabwehrhubschrauberstaffel zur Verfügung, die den Auftrag hatten, massierte Panzerverbände des Warschauer Paktes zu bekämpfen.
Die HSchBrig 51 mit zwei Jäger- und zwei Panzerbataillonen, zusammen mit einem Panzerartillerie- und einem Feldartilleriebataillon, insgesamt 4.500 Mann, sollte im V-Fall der Division für das Gefecht der verbundenen Waffen unterstellt werden.
Zur Hauptaufgabe der 6. PzGrenDiv gehörte die Vorneverteidigung an der innerdeutschen Grenze und die Abwehr von feindlichen See- und Luftlandungen im Schleswig-Holsteiner Raum unter besonderer Berücksichtigung der Verteidigung des Sektors ostwärtig der Autobahn 1 Hamburg-Lübeck. Eingebrochene Feindverbände sollten abgeriegelt und zerschlagen werden.
Der 6. PzGrenDiv standen auf der Seite des Warschauer Pakts Angriffsverbände der 8. motorisierten Schützendivision der NVA sowie der 94. und 21. Schützendivision der sowjetischen Armee auf der Höhe zwischen Lübeck und Gudow gegenüber. Im Falle einer Eskalation zum atomaren Krieg waren für die 6. PzGrenDiv nach internen Schulungsdokumenten der NVA 14 taktische Kernwaffenschläge vorgesehen, um den Verband auszuschalten.

## Geschichte

### Heeresstruktur I
1958 (Heeresstruktur I) wurde mit der Aufstellung eines Arbeits- und Verbindungskommandos beim Stab der 3. Panzerdivision in Hamburg mit der Aufstellung des Stabes und der Stabskompanie 6. Grenadierdivision begonnen. 6. Grenadierdivision war die erste Bezeichnung der späteren Panzergrenadierdivision. 1958 verlegte das Arbeits- und Verbindungskommando nach Neumünster. Für den Stab der Division wurde 1958 der Kampfgruppenstab B 1 der 1. Panzerdivision ausgegliedert, in Kampfgruppenstab B 6 umbenannt und in den Aufstellungsstab der 6. Grenadierdivision eingegliedert. Der Aufstellungsstab der 6. Grenadierdivision gliederte sich in: Kampfgruppe A6 (Flensburg) mit Grenadierbataillon 16, Grenadierbataillon 26, III./ Feldartillerieregiment 6 und 3./ Sanitätsbataillon 6, Kampfgruppe B6 (Neumünster) mit Grenadierbataillon 31, Grenadierbataillon 46, Panzerbataillon 13 und Panzerjägerbataillon 3, sowie die Divisionstruppen Pionierbataillon 6, Fernmeldebataillon 6, Flugabwehrbataillon 6, und das Musikkorps 1B (später Heeresmusikkorps 6). 1958 wurde das Arbeits- und Verbindungskommando in Stab und Stabskompanie 6. Division umbenannt und die Division in Friedenszeiten dem I. Korps unterstellt. Im Verteidigungsfall wäre ein Wechsel zum LANDJUT erfolgt.

### Heeresstruktur II-IV
In der Heeresstruktur 2 wurde die Division 1959 in 6. Panzergrenadierdivision umbenannt. Neu aufgestellt wurde die Kampfgruppe A3 mit Sitz in Hamburg, die bald darauf in Panzergrenadierbrigade 17 umbenannt wurde. Der Panzergrenadierbrigade 17 unterstanden die Grenadierbataillone 3 und 13, das Panzerbataillon 3 und das Artilleriebataillon 3. Auch die anderen Kampfgruppen wurden 1959 umbenannt. Die Kampfgruppe A6 wurde zur Panzergrenadierbrigade 16, die Kampfgruppe B6 wurde zur Panzerbrigade 18. Die Division gliederte sich 1959 also in die Panzergrenadierbrigade 16 mit den Panzergrenadierbataillonen 161, 162, 163 und dem Versorgungsbataillon 166, die Panzergrenadierbrigade 17 mit dem Panzergrenadierbataillon 171, dem Panzergrenadierbataillon 172, dem Panzergrenadierbataillon 173, dem Panzerbataillon 174, dem Feldartilleriebataillon 177 und dem Versorgungsbataillon 176 sowie der Brigade 18 mit dem Panzergrenadierbataillon 182, den Panzerbataillonen 183, 184, dem Panzerartilleriebataillon 185 und dem Versorgungsbataillon 186. Außerdem unterstanden der Division das Artillerieregiment 6 mit dem Feldartilleriebataillon 61, dem Raketenartilleriebataillon 62, dem Beobachtungsbataillon 63, dem Raketenartilleriebataillon 650, sowie als Divisionstruppen das Panzeraufklärungsbataillon 6, das Fernmeldebataillon 6, das Pionierbataillon 6, das Sanitätsbataillon 6, die Feldjägerkompanie 6, die Nachschubkompanie 6, das Instandsetzungsbataillon 6.
In dieser Gliederung konnte die Division 1960 in die NATO-Strukturen eingebunden werden und nahm im Herbst 1960 am NATO-Manöver „Hold Fast“ in Deutschland teil. Die Panzergrenadierbrigaden der Division bildeten den deutschen Beitrag für das Deutsch-Dänische Korps (LANDJUT).
1959 leisteten Soldaten der 6. Panzergrenadierdivision Hilfe bei Waldbränden im Segeberger Forst und Tensfelder Moor, im Februar 1962 bei der Sturmflut in Hamburg, Niedersachsen und Schleswig-Holstein sowie im Januar 1976 bei der Sturmflut in Schleswig-Holstein und 1978/79 bei der Schneekatastrophe.
Der operative Zweck der Division war zu verhindern, dass Truppen des Warschauer Pakts nach einer amphibischen Landung an Schleswig-Holsteins Ostküste zur Nordsee durchstoßen und damit die maritimen Nachschubwege der NATO nach Westdeutschland abschneiden konnten. Außerdem gingen die Bundeswehr und die NATO davon aus, dass die Elbquerungen in Lauenburg/Elbe, Geesthacht und Hamburg einem nuklearen Erstschlag des Warschauer Pakts ausgesetzt waren. Mit allen Reservisten voll aufgestellt, war die 6. Panzergrenadierdivision deshalb im Mobilmachungsfall mit 28.000 Soldaten die bei weitem größte Division der NATO.
Zu den wichtigsten Herbstmanövern der 6. PzGrenDiv gehörten die Übungsserien Brisk Fray und Bold Guard.

### Heeresstruktur V bis Auflösung
Im Rahmen der Heeresstruktur 5 wurde die Division 1994 mit dem Wehrbereichskommando I (WBK I) zum Stab WBK I / 6. Panzergrenadierdivision mit Sitz in Kiel verschmolzen. Die 6. Panzergrenadierdivision als eigenständige Division wurde damit de facto aufgelöst und die ihr unterstellten Brigaden wurden anderen Divisionen zugeordnet. Zwar erfolgte 1997 die Auftrennung von WBK I / 6. Panzergrenadierdivision, jedoch wurden die noch bestehenden Einheiten der 6. Panzergrenadierdivision bis Herbst 1997 vollständig aufgelöst. Die Tradition der Division wurde bis zu dessen Auflösung beim WBK I fortgeführt.

## Kommandeure
| Nr. | Name                                    | Beginn der Berufung | Ende der Berufung  |
| --- | --------------------------------------- | ------------------- | ------------------ |
| 13  | Generalmajor Manfred Dietrich           | 1. Oktober 1995     | September 1997     |
| 12  | Generalmajor Jürgen von Falkenhayn      | 1. Oktober 1990     | 30. September 1995 |
| 11  | Generalmajor Klaus-Christoph Steinkopff | 1. April 1986       | 30. September 1990 |
| 10  | Generalmajor Wolfgang Malecha           | 1. April 1984       | 31. März 1986      |
| 9   | Generalmajor Dieter Clauß               | 1. April 1983       | 31. März 1984      |
| 8   | Generalmajor Konrad Manthey             | 25. September 1979  | 31. März 1983      |
| 7   | Generalmajor Hans-Joachim Mack          | 1. April 1978       | 24. September 1979 |
| 6   | Generalmajor Johannes Poeppel           | 1. April 1973       | 31. März 1978      |
| 5   | Generalmajor Franz-Joseph Schulze       | 15. Dezember 1970   | 31. März 1973      |
| 4   | Generalmajor Karl Schnell               | 1. Oktober 1968     | 30. September 1970 |
| 3   | Generalmajor Gerd Niepold               | 1. September 1965   | 30. September 1968 |
| 2   | Generalmajor Werner Haag                | 7. Februar 1962     | 31. August 1965    |
| 1   | Generalmajor Peter von der Groeben      | 1. November 1958    | 6. Februar 1962    |